# Брезовий Дол
Брезовий Дол (словен. Brezovi Dol) — поселення в общині Іванчна Гориця, Осреднєсловенський регіон, Словенія. Висота над рівнем моря: 366,8 м.